# بورجو بريولو (بافيا)
بورجو بريولو (بالإيطالية: Borgo Priolo)‏ هي بلدة تقع في مقاطعة بافيا بإقليم لومبارديا في شمال إيطاليا. تبلغ مساحة هذه المدينة 29 (كم²)، وترتفع عن سطح البحر م، بلغ عدد سكانها 1399 نسمة في عام 2004 حسب إحصاء المعهد الوطني للإحصاء.

## السكان
في سنة 1861 بلغ عدد السكان 1٬739 نسمة، وتطور العدد ليصل في سنة 2011 لـ 1٬382 نسمة.
يظهر هذا المخطط البياني تطور النمو السكاني لـ بورجو بريولو (بافيا)